# فهرست فیلم‌های پویانمایی ۲۰۱۶
این فهرستی از فیلم‌های بلند پویانمایی است که در سال ۲۰۱۶ منتشر شدند.

## فهرست
| عنوان                                                | کشور                          | کارگردان                         | استودیو                                                     | تکنیک                        | یادداشت                            |
| ---------------------------------------------------- | ----------------------------- | -------------------------------- | ----------------------------------------------------------- | ---------------------------- | ---------------------------------- |
| آجین: نیمه-انسان                                     | ژاپن                          | هیروآکی آندو                     | پالیگان پیکچر                                               | پویانمایی رایانه‌ای           | [ ۱ ]                              |
| فیلم پرندگان خشمگین                                  | ایالات متحده فنلاند           | کلی کیتیس فرگال ریلی             | کلمبیا پیکچرز راویو انترتینمنت سونی پیکچرز ایمج‌ورکز         | پویانمایی رایانه‌ای           | [ ۲ ] [ ۳ ]                        |
| رکاب‌زنان کوهستان                                     | ژاپن                          |                                  | تی‌ام‌اس انترتینمنت                                           |                              | [ ۴ ]                              |
| بالرین Leap!                                         | فرانسه کانادا                 | اریک سامر، اریک وارین            | بی‌بی‌دی‌ای کواد، کارامل فیلمز                                 |                              | [ ۵ ]                              |
| باربی                                                | ایالات متحده                  | کنراد هلتن                       | یونیورسال پیکچرز، Arc پروداکشنز، رین‌میکر استودیوز           | پویانمایی رایانه‌ای           |                                    |
| بتمن: دشمنی                                          | ایالات متحده                  | جی اولیوا                        | برادران وارنر انیمیشن، دی‌سی کامیکس                          | سنتی                         |                                    |
| جوک کشنده                                            | ایالات متحده                  | سام لیو                          | برادران وارنر انیمیشن، دی‌سی کامیکس                          | سنتی                         | [ ۶ ]                              |
| کد گیاس                                              | ژاپن                          | کازوکی آکانه                     | سانرایز                                                     | سنتی                         | [ ۷ ]                              |
| در جستجوی دوری                                       | ایالات متحده                  | اندرو استنتون                    | والت دیزنی پیکچرز، پیکسار                                   | پویانمایی رایانه‌ای           |                                    |
| گانتز: او                                            | ژاپن                          | یاسوشی کاوامورا                  | دیجیتال فرانتیر                                             | پویانمایی رایانه‌ای           | [ ۸ ]                              |
| عصر یخبندان: مسیر برخورد                             | ایالات متحده                  | مایک تورمایر، گالن تی چو         | بلو اسکای استودیو                                           | پویانمایی رایانه‌ای           | [ ۹ ] [ ۱۰ ]                       |
| در گوشه‌ای از این جهان Kono Sekai no Katasumi ni      | ژاپن                          | سوناو کاتابوچی                   | ماپا                                                        | سنتی                         | [ ۱۱ ]                             |
| لیگ عدالت در برابر تایتان‌های نوجوان                  | ایالات متحده                  | سام لیو                          | برادران وارنر انیمیشن، دی‌سی کامیکس                          | سنتی                         |                                    |
| کابانری از قلعه آهنی Recap 1: Gathering Light        | ژاپن                          | تتسوری اراکی                     | ویت استودیو                                                 | سنتی                         | [ ۱۲ ] [ ۱۳ ]                      |
| تپلی‌های پردردسر Смешарики. Легенда о золотом драконе | روسیه                         | دنیس چرنوف                       | استودیو پویانمایی پترزبورگ                                  | پویانمایی رایانه‌ای           | [ ۱۴ ]                             |
| کیزومونوگاتاری                                       | ژاپن                          | تاتسویا اوشی                     | شفت                                                         | سنتی                         | [ ۱۵ ]                             |
| کوبو و دو تار                                        | ایالات متحده                  | تراویس نایت                      | لایکا                                                       | استاپ‌موشن/پویانمایی رایانه‌ای | [ ۱۶ ]                             |
| پاندای کونگ‌فوکار ۳                                   | ایالات متحده چین              | جنیفر یو نلسون، الساندرو کارلونی | دریم‌ورکس انیمیشن، اورینتال دریم‌ورکس                         | پویانمایی رایانه‌ای           | [ ۱۷ ] [ ۱۸ ]                      |
| سرزمین قبل از تاریخ ۱۴: سفر شجاعان                   | ایالات متحده                  | دیویس دوئی                       | استودیوهای انیمیشن یونیورسال، سرگرمی خانگی یونیورسال پیکچرز | سنتی                         |                                    |
| موانا                                                | ایالات متحده                  | ران کلمنتس، جان ماسکر            | والت دیزنی پیکچرز، استودیو انیمیشن والت دیزنی               | پویانمایی رایانه‌ای/سنتی      | [ ۱۹ ]                             |
| زندگی من به عنوان یک کدو Ma vie de Courgette         | فرانسه سوئیس                  | کلود باراس                       | گبکا فیلمز بلو اسپیریت پروداکشنز                            | استاپ‌موشن                    | [ ۲۰ ]                             |
| پونی کوچولو: دختران اکواستریا - افسانه اورفری        | کانادا ایالات متحده           | ایشی رودل، کاترینا هدلی          | السپارک، دی‌اچ‌اکس مدیا                                       | انیمیشن فلش                  | تله‌فیلم                            |
| نورم از شمال                                         | ایالات متحده هند              | ترور وال                         | اسمبلیج انترتینمنت اسپلش انترتینمنت تلگل                    | پویانمایی رایانه‌ای           | [ ۲۱ ]                             |
| رچت و کلنک                                           | ایالات متحده کانادا           | کوین مونرو، جریکا کللند          | رین‌میکر انترتینمنت، بلاکید انترتینمنت                       | پویانمایی رایانه‌ای           | [ ۲۲ ]                             |
| لاک‌پشت قرمز                                          | فرانسه ژاپن                   | مایکل دودوک دی ویت               | وایلد بانچ، استودیو جیبلی                                   | سنتی                         | [ ۲۳ ]                             |
| راک داگ                                              | ایالات متحده چین              | اش برانون                        | ماندو پیکچرز                                                | پویانمایی رایانه‌ای           | [ ۲۴ ]                             |
| سوسیس پارتی                                          | ایالات متحده                  | گرگ تیرنان، کنراد ورنن           | نیتروژن استدویوز کانادا، آناپورنا پیکچرز، پوینت گری پیکچرز  | پویانمایی رایانه‌ای           | [ ۲۵ ]                             |
| زندگی پنهان حیوانات خانگی                            | ایالات متحده                  | کریس رناد، یاروو چنی             | ایلومینیشن اینترتینمنت                                      | پویانمایی رایانه‌ای           | [ ۲۶ ] [ ۲۷ ] [ ۲۸ ] [ ۲۹ ] [ ۳۰ ] |
| ایستگاه سئول                                         | کره جنوبی                     | یان سنگ هو                       |                                                             |                              | [ ۳۱ ]                             |
| صدای خاموش                                           | ژاپن                          | نائوکو یامادا                    | کیوتو انیمیشن                                               |                              | [ ۳۲ ]                             |
| آواز                                                 | ایالات متحده                  | گارت جنینگز                      | ایلومینیشن اینترتینمنت                                      | پویانمایی رایانه‌ای           | [ ۳۳ ]                             |
| اسپارک                                               | ایالات متحده کانادا کره جنوبی | آرون وودلی                       | تون‌باکس انترتینمنت                                          | پویانمایی رایانه‌ای           | [ ۳۴ ]                             |
| لک‌لک‌ها                                               | ایالات متحده                  | داگ سوئیتلند، نیکلاس استولر      | گروه انیمیشن وارنر                                          | پویانمایی رایانه‌ای           | [ ۳۵ ] [ ۳۶ ] [ ۳۷ ]               |
| تایو، اتوبوس کوچک                                    | کره جنوبی                     | کیم، مین سونگ                    | آیکونیکس اینترتینمنت، سیستم پخش آموزشی کره، استدویو گیل     | پویانمایی رایانه‌ای           |                                    |
| تاج‌وتخت الف‌ها                                        | چین                           | یوفنگ سانگ                       | بیجینگ انلایت پیکچرز                                        | پویانمایی رایانه‌ای           | [ ۳۸ ]                             |
| ترول‌ها                                               | ایالات متحده آمریکا           | مایک میچل والت دورن              | دریم‌ورکس انیمیشن استودیو قرن بیستم                          | پویانمایی رایانه‌ای           | [ ۳۹ ] [ ۴۰ ]                      |
| نام تو Kimi no Na wa                                 | ژاپن                          | ماکوتو شینکای                    | کومیکس ویو فیلمز                                            |                              | [ ۴۱ ]                             |
| زوتوپیا                                              | ایالات متحده                  | بایرون هاوارد، ریچ مور، جرد بوش  | والت دیزنی پیکچرز، استودیو انیمیشن والت دیزنی               | پویانمایی رایانه‌ای           | [ ۴۲ ]                             |

## پرفروش‌ترین فیلم‌های پویانمایی ۲۰۱۶
۱۰ پرفروش‌ترین فیلم‌های پویانمایی سال ۲۰۱۶ عبارتند از:
| عنوان | کشور                      | کارگردان                                       | استودیو        | تکنیک  | یادداشت |
| ----- | ------------------------- | ---------------------------------------------- | -------------- | ------ | ------- |
| ۱     | در جستجوی دوری            | والت دیزنی پیکچرز / پیکسار                     | $۱٬۰۲۸٬۵۷۰٬۸۸۹ | [ ۴۳ ] |         |
| ۲     | زوتوپیا                   | والت دیزنی پیکچرز / استودیو انیمیشن والت دیزنی | $۱٬۰۲۳٬۷۸۴٬۱۹۵ | [ ۴۴ ] |         |
| ۳     | زندگی پنهان حیوانات خانگی | یونیورسال پیکچرز / ایلومینیشن اینترتینمنت      | $۸۷۵٬۴۵۷٬۹۳۷   | [ ۴۵ ] |         |
| ۴     | موانا                     | والت دیزنی پیکچرز / دیزنی                      | $۶۴۳٬۳۳۱٬۱۱۱   | [ ۴۶ ] |         |
| ۵     | آواز                      | یونیورسال پیکچرز / ایلومینیشن اینترتینمنت      | $۶۳۴٬۰۸۵٬۲۹۹   | [ ۴۷ ] |         |
| ۶     | پاندای کونگ‌فوکار ۳        | استودیو قرن بیستم / دریم‌ورکس انیمیشن           | $۵۲۱٬۱۷۰٬۸۲۵   | [ ۴۸ ] |         |
| ۷     | عصر یخبندان: مسیر برخورد  | استودیو قرن بیستم / بلو اسکای استودیو          | $۴۰۸٬۵۷۹٬۰۳۸   | [ ۴۹ ] |         |
| ۸     | نام تو                    | توهو / کومیکس ویو فیلمز                        | $۳۶۱٬۰۲۴٬۰۱۲   | [ ۵۰ ] |         |
| ۹     | فیلم پرندگان خشمگین       | کلمبیا پیکچرز / راویو انترتینمنت               | $۳۴۹٬۷۷۹٬۵۴۳   | [ ۵۱ ] |         |
| ۱۰    | ترول‌ها                    | استودیو قرن بیستم / دریم‌ورکس انیمیشن           | $۳۴۶٬۸۶۴٬۴۶۲   | [ ۵۲ ] |         |